# ピーテル・シュート
ピーテル・ヘンドリック・シュート（蘭: Pieter Hendrik Schoute、1846年1月21日 - 1913年4月18日
）は、オランダの数学者。

## 経歴
ピーテル・ヘンドリックはディルク・シュート（Dirk Schoute、1790–1861）と Cornelia Oosterhuijs（1802–1875）の息子に生まれた。デーフェンテルのギムナジウムに通った後、1863年にデルフト工科大学、1867年にライデン大学で学んだ。 1870年6月22日、論文 Homographie (Homographien angewandt auf quadratische Flächen) で数学と自然科学の博士号を獲得した。1871年からナイメーヘン、1874年からデン・ハーグのギムナジウムの教師 として働いた。1878年より、数学に関する書籍を出版した。1881年9月29日の De kegelsneden in de projectivische meetkunde の就任講演から、フローニンゲン大学の数学教授を務めた。担当した授業には解析幾何学、図法幾何学、高等幾何学があった。代数曲線、射影幾何学、多面体理論などを研究し、1895年にはアリシア・ブール・ストットと共同研究を行い、1900年以降にポリトープに関する著作物を共著した。
1898年から1913年まで Nieuw Archief voor Wiskunde 誌の編集者を務めた。1893年にはフランスの数学評論誌 Revue semestrielle des publications mathématiques の共同創刊者、編集者となった。1886年、オランダ王立芸術科学アカデミーの会員に選出され、オランダ獅子勲章を受け取った。1892年、フローニンゲン大学の Rektor（英: Rector）に任命された。
ヘルマン・シューベルトの要請を受けて Sammlung mathematischer Lehrbücher に数学の教科書を書き下ろした（1902年の Die linearen Räume 、1905年の Die Polytope など）。
日本の数学者菊池大麓に、遠藤利貞の数学史の書籍の翻訳を望み、林鶴一が翻訳を施した物を受け取った。
ギムナジウムで働いていた時期の1872年4月3日、ザーンダムにてマティルデ・ペケルハーリンク（Mathilde Pekelharing、1846年3月11日、ザーンダム - 1930年10月11日、フローニンゲン）と結婚し6人の子を儲けた。

## シュートの定理
垂足三角形の向きの付いたブロカール角が一定になるような点の軌跡は円になる。このような円をシュート円といい、シュート円はシュート共軸系（Schoute Coaxal System）と呼ばれる、外接円、ブロカール円などが含まれる共軸な円の集合に属している。これをシュートの定理という。

## 著作
- Mehrdimensionale Geometrie. Erster Teil: Die linearen Räume G. J. Göschen, Leipzig, 1902
- Mehrdimensionale Geometrie. Zweiter Teil: Die Polytope G. J. Göschen, Leipzig, 1905